# Brains-sur-les-Marches
Brains-sur-les-Marches é uma comuna francesa na região administrativa da Pays de la Loire, no departamento de Mayenne. Estende-se por uma área de 7,68 km². Em 2010 a comuna tinha 278 habitantes (densidade: 36,2 hab./km²).